# Rudný důl Stříbrné Hory
Rudný důl se nachází na katastrálním území Stříbrné Hory obce Horní Město asi 1,5 km západně od křižovatky silnice Stříbrné Hory – Janovice, jižně od silnice Stříbrné Hory k zaniklé osadě Ferdinandov a severně od vrchu Dobřečovská hora v okrese Bruntál. Jedná se o jedno z nejstarších míst se zachovanými pozůstatky po hornické činnosti z 12. až 16. století na Rýmařovsku. Archeologické stopy po rudném dole jsou chráněny jako kulturní památka od roku 1958 a jsou zapsány v Ústředním seznamu kulturních památek ČR.

## Historie
Jižně od silnice Stříbrné Hory–Bedřichov se nalézají nejstarší pozůstatky po hornické činnosti z období 12. až 16. století na Rýmařovsku. Pozůstatky po dolování v této oblasti je písemně doloženo výrokem jihlavského horního soudu asi z roku 1348. Písemný doklad uvádí tři fáze dobývání, z nichž druhá je o tavírně v Rýmařově. Listina také poprvé dokumentuje svislou šachtici (jámu) – první na území České republiky. Archeologické nálezy pozůstatků hornické činnosti byly učiněny až v roce 1983. Obdobné pozůstatky hornické činnosti se nalézají asi 800 metrů východně od Kamenné hory (799 m n. m.) po obou stranách turistické cesty.

## Popis
Poblíž silnice Stříbrná Hora–Bedřichov se nalézají nejstarší pozůstatky po hornické činnosti z období 12. až 16. století. Jedná se o lokalitu dvou lesíků, kde jsou pozůstatky dvou zlatých (stříbrných) dolů. Pozůstatky dobývek, které vytvářejí mělké příkopy s dílčími propadlinami šachtic až do hloubky pěti metrů.